# Jean-Pierre Bourguignon
Pour les articles homonymes, voir Bourguignon.
Jean-Pierre Bourguignon, né à Lyon le 21 juillet 1947, est un mathématicien français. Il préside le Conseil européen de la recherche entre 2014 et 2019.

## Biographie
Jean-Pierre Bourguignon a pour domaine de prédilection la géométrie différentielle, notamment dans ses relations avec les équations aux dérivées partielles et la physique mathématique. Il s'est tout particulièrement intéressé à la courbure de Ricci, tant dans ses aspects mathématiques que dans le rôle qu'elle joue en relativité générale.
Jean-Pierre Bourguignon suit une classe préparatoire scientifique au Lycée du Parc à Lyon de 1964 à 1966. Il intègre en 1966 l’École polytechnique (X1966) et poursuit par une thèse à l'Université Paris VII dont il est diplômé docteur ès sciences (1974). Dans le cadre des événements de mai 1968 il anime, avec son condisciple Yves Bamberger, le courant réformiste qui porte un programme de modernisation (contenu de l’enseignement, organisation des études, fonctionnement de l'École).
En 1969, il rejoint le Centre national de la recherche scientifique (CNRS). Il est détaché à l’École polytechnique comme professeur de plein exercice de 1986 à 1994 et dirige son centre de mathématiques de 1990 à 1994.
De 1990 à 1992, il préside la Société mathématique de France.
De 1994 à septembre 2013, il dirige l'Institut des hautes études scientifiques (IHES).
De 1994 à 1998, il est le second président de la Société mathématique européenne (EMS).
Il enseigne le calcul variationnel à l'École polytechnique de 1986 à 1994 puis la relativité générale jusqu'en 2012, où il est remplacé par Jérémie Szeftel.
De 2007 à 2011, il préside le comité d'éthique du CNRS.
Le 25 novembre 2013, il est nommé président du Conseil européen de la recherche (ERC), un poste qu'il a occupé jusqu'au 31 décembre 2019. Il est rappelé pour être président par intérim depuis fin juillet 2020.

## Prix et distinctions
Depuis 1996, il est membre de l'Academia Europaea, depuis 2002 membre étranger de l'Académie royale des sciences exactes, physiques et naturelles et depuis 2017 de l'Académie des sciences portugaise. De 1994 à 2001 il est membre du comité consultatif scientifique de l'Institut de recherches mathématiques d'Oberwolfach, de 1997 à 2004 dans celui de l'Institut international Erwin-Schrödinger pour la physique mathématique à Vienne et de 2001 à 2013 dans celui de l'Institut Bernoulli de l'École polytechnique fédérale de Lausanne.
En 1977, il reçoit la médaille de bronze du CNRS et en 1987 le prix Langevin de l'Académie des sciences. En 1997 il est lauréat du prix du Rayonnement français décerné par l'Académie des Sciences. Il reçoit un doctor honoris cause de l'université Keiō en 2008, de l'Université Nankai en 2011 et de l'Université d'Edimbourg en 2018. 
Il est membre honoraire de la London Mathematical Society depuis 2005, de la Deutsche Mathematiker Vereinigung depuis 2017 et de la Société mathématique de Pologne depuis 2019.

## Décoration
- Etoile d’Or et d’Argent dans l'Ordre du Soleil Levant, 2022[7]

## Publications

### Ouvrage
- Jean-Pierre Bourguignon, Calcul variationnel, Palaiseau, Éditions de l'École polytechnique, 2007, 328 p. (ISBN 978-2-7302-1415-5, lire en ligne)

### Vulgarisation mathématique
Il a également travaillé à des films documentaires mathématiques, comme Tambour – que dis-tu ? il reçoit en 1987 un prix lors du Festival international du film de science de Palaiseau. Il est également l'auteur avec François Tisseyre du film The New Shepherd's Lamp. Il a été commissaire de l'exposition Mathématiques, un dépaysement soudain à la Fondation Cartier pour l'art contemporain en 2011. Il a contribué au film Comment j'ai détesté les maths d'Olivier Peyon en 2013.

## Pour approfondir